# Reto Schmidiger
 (mars 2022).
Reto Schmidiger, né le 21 avril 1992 à Hergiswil, est un skieur alpin suisse spécialiste du slalom.
Il est triple champion du monde juniors et vainqueur de la Coupe d'Europe de slalom en 2017.
Il remporte le Team Event des finales de Coupe du monde 2016 aux côtés de Michelle Gisin, Wendy Holdener et Daniel Yule.

## Carrière
Durant la saison 2010/2011, il monte sur 3 podiums en Coupe d'Europe, dont une victoire le 22 janvier 2011 lors du slalom d'Oberjoch en Allemagne. Il fête son premier départ en Coupe du monde le 13 mars 2010 lors du slalom de Garmisch-Partenkirchen en Allemagne grâce à sa victoire en slalom lors des championnats du monde junior 2010. Il est membre du ski-club de Hergiswil.
Il marque ses premiers points coupe du monde, le 26 février 2011 lors du super-combiné de Bansko en terminant 12e. Le week-end suivant, à Kranjska Gora, il signe son premier top 30 en slalom avec une 22e place. Il termine une troisième fois dans les points lors des finales de coupe du monde à Lenzerheide en signant son meilleur résultat avec son premier top 10 (8e) en slalom.
Il termine 7e de la coupe d'Europe 2010/2011 juste devant l'autre grand espoir suisse du ski, Justin Murisier, en ayant signé 3 podiums, et remporté une victoire. Sa troisième place au classement du super-combiné lui assure une place fixe en coupe du monde, dans cette discipline, pour la saison 2011/2012.
Le 26 mars 2011, il remporte son premier titre de champion national en s'imposant lors du géant des championnats de suisse devant Carlo Janka, champion olympique en titre de la discipline. Le lendemain il récidive en slalom, s'imposant cette fois devant Justin Murisier.
Lors de la saison 2011/12, il s'aligne régulièrement en géant, et constamment en slalom. Entre les blessures de Marc Gini et Justin Murisier et les méformes de Silvan Zurbriggen, il s'annonce comme un des seuls Suisses à marquer des points dans cette discipline avec Markus Vogel.
En géant, il participe aux deux compétitions de Beaver Creek, terminant à chaque fois hors des trente. En slalom en revanche, il signe de bons résultats, terminant quatre fois de suite dans les points, avec pour meilleur résultat sa 13e place au slalom d'Adelboden où il est le seul Suisse à franchir la ligne d'arrivée.
Reto Schmidiger est 28e du slalom aux Championnats du monde 2013 et 16e en 2017.
Il remporte le Team Event de Saint-Moritz en 2016.
Il remporte la coupe d'Europe de slalom en 2017.
Il annonce sa retraite en décembre 2024. Au cours de sa carrière, il a obtenu trois top 10 en 93 départs de coupe du monde. Son meilleur résultat est un huitième rang à Lenzerheide en 2011.

## Palmarès

### Championnats du monde
| Édition / Épreuve          | Descente | Super-G | Slalom géant | Slalom | Super combiné | Par équipes |
| -------------------------- | -------- | ------- | ------------ | ------ | ------------- | ----------- |
| Mondiaux 2013 Schladming   | —        | —       | —            | 28e    | —             | —           |
| Mondiaux 2017 Saint-Moritz | —        | —       | —            | 16e    | —             | 4e          |

### Coupe du monde
- Première course : 13 mars 2010, slalom de Garmisch, DNF2
- Meilleur résultat : victoire en parallèle par équipe, St-Moritz, 18 mars 2016
- Meilleur résultat en individuel : 8ème en slalom, Lenzerheide, 19 mars 2011[1]
- Meilleur classement général : 87e en 2011
- 87 départs en Coupe du monde

| Saison/Classement | Général | Général | Slalom | Slalom | Slalom géant | Slalom géant | Combiné | Combiné |
| Saison/Classement | Class.  | Points  | Class. | Points | Class.       | Points       | Class.  | Points  |
| ----------------- | ------- | ------- | ------ | ------ | ------------ | ------------ | ------- | ------- |
| 2010-2011         | 87e     | 63      | 37e    | 41     | -            | -            | 31e     | 22      |
| 2011-2012         | 93e     | 49      | 33e    | 49     | -            | -            | -       | -       |
| 2012-2013         | 141e    | 3       | 52e    | 3      | -            | -            | -       | -       |
| 2013-2014         | -       | -       | -      | -      | -            | -            | -       | -       |
| 2014-2015         | 139e    | 8       | 51e    | 8      | -            | -            | -       | -       |
| 2015-2016         | 130e    | 14      | 44e    | 14     | -            | -            | -       | -       |
| 2016-2017         | 96e     | 50      | 34e    | 50     | -            | -            | -       | -       |
| 2017-2018         | 111e    | 26      | 36e    | 26     | -            | -            | -       | -       |
| 2018-2019         | 112e    | 28      | 42e    | 18     | 46e          | 10           | -       | -       |
| 2019-2020         | 95e     | 60      | 34e    | 60     | -            | -            | -       | -       |
| 2020-2021         | -       | -       | -      | -      | -            | -            | -       | -       |
| 2021-2022         | 125e    | 16      | 45e    | 16     | -            | -            | -       | -       |

### Coupe d'Europe
- Première course : 8 février 2012, géant de Méribel, 29ème
- Vainqueur du classement final de slalom en 2017
- 12 podiums dont 4 victoires en 112 courses

| Saison/Classement | Général | Général | Slalom | Slalom | Géant  | Géant  | Combiné | Combiné |
| Saison/Classement | Class.  | Points  | Class. | Points | Class. | Points | Class.  | Points  |
| ----------------- | ------- | ------- | ------ | ------ | ------ | ------ | ------- | ------- |
| 2009-2010         | 210e    | 6       | 102e   | 4      | 74e    | 2      | -       | -       |
| 2010-2011         | 7e      | 492     | 5e     | 261    | 18e    | 135    | 3e      | 96      |
| 2011-2012         | 69e     | 116     | 26e    | 107    | 63e    | 9      | -       | -       |
| 2012-2013         | 66e     | 125     | 24e    | 107    | -      | -      | -       | -       |
| 2013-2014         | 14e     | 351     | 3e     | 341    | 67e    | 10     | -       | -       |
| 2014-2015         | 25e     | 268     | 7e     | 268    | -      | -      | -       | -       |
| 2015-2016         | 15e     | 361     | 4e     | 358    | 76e    | 3      | -       | -       |
| 2016-2017         | 14e     | 432     | 1er    | 432    | -      | -      | -       | -       |
| 2017-2018         | 70e     | 120     | 20e    | 120    | -      | -      | -       | -       |
| 2018-2019         | 202e    | 4       | 77e    | 4      | -      | -      | -       | -       |
| 2019-2020         | 148e    | 26      | 68e    | 8      | 52e    | 18     | -       | -       |
| 2020-2021         | -       | -       | -      | -      | -      | -      | -       | -       |
| 2021-2022         | 162e    | 22      | 55e    | 22     | -      | -      | -       | -       |
| 2022-2023         | 100e    | 64      | 32e    | 64     | -      | -      | -       | -       |
| 2023-2024         | 34e     | 216     | 7e     | 216    | -      | -      | -       | -       |

### Nor-Am Cup
- Première course : 26 novembre 2011
- Nombre de courses : 3
- Meilleur résultat : 10ème, slalom de Loveland, 26 novembre 2011

| Saison/Classement | Général | Général | Slalom | Slalom |
| Saison/Classement | Class.  | Points  | Class. | Points |
| ----------------- | ------- | ------- | ------ | ------ |
| Nor-Am Cup 2012   | 83e     | 50      | 37e    | 50     |
| Nor-Am Cup 2023   | 14e     | 330     | 1er    | 330    |

### Australia New Zealand Cup
- Première course : 29 août 2016, géant de Pic Coronet, 16ème
- Nombre de courses : 6
- Meilleur résultat : 7ème, slalom de Pic Coronet, 1er septembre 2016

| Saison/Classement              | Général | Général | Slalom | Slalom | Slalom géant | Slalom géant |
| Saison/Classement              | Class.  | Points  | Class. | Points | Class.       | Points       |
| ------------------------------ | ------- | ------- | ------ | ------ | ------------ | ------------ |
| Australia New Zealand Cup 2017 | 28e     | 75      | 22e    | 36     | 22e          | 39           |
| Australia New Zealand Cup 2023 | 9e      | 130     | 3e     | 130    | -            | -            |

### Far East Cup
- Première course : 12 février 2019, slalom de Bears Town, DNF1
- Nombre de courses : 10
- Meilleur résultat : victoire (6 fois, 3 géants et 3 slaloms)

| Saison/Classement | Général | Général | Slalom | Slalom | Slalom géant | Slalom géant |
| Saison/Classement | Class.  | Points  | Class. | Points | Class.       | Points       |
| ----------------- | ------- | ------- | ------ | ------ | ------------ | ------------ |
| Far East 2019     | 3e      | 792     | 4e     | 332    | 2e           | 460          |

### Championnats du monde junior
| Épreuve / Édition           | Descente | Slalom géant | Slalom | Combiné |
| --------------------------- | -------- | ------------ | ------ | ------- |
| Mondiaux 2010 Mont-Blanc    | -        | 13e          | Or     | -       |
| Mondiaux 2011 Crans-Montana | 29e      | 9e           | Or     | Or      |
| Mondiaux 2012 Roccaraso     | -        | 27e          | Bronze | -       |
| Mondiaux 2013 Québec        | -        | DNF2         | 6e     | -       |

### Championnats de Suisse
Champion de géant 2011
 Champion de slalom 2011
 Champion de slalom 2013
 Vice-champion de slalom 2017
 Troisième du slalom 2022